# Arabe levantin
 (décembre 2024).
- Si vous ne connaissez pas le sujet, laissez ce bandeau (vous pouvez alors contacter les auteurs).
- Si vous supprimez le contenu mis en cause (vous pouvez préalablement contacter les auteurs),

argumentez précisément cette suppression dans la page de discussion
(un manque de référence n'est pas un argument ; une recherche réelle de référence doit avoir été effectuée, être formellement documentée).
L'arabe levantin comprend l'ensemble des dialectes de l'arabe parlés au Liban, en Syrie, dans les centres urbains de Palestine et en Jordanie.
Ils sont également connus comme les « dialectes de la Grande Syrie ».

## Dialectes
Le levantin est parlé dans la bande fertile de la côte méditerranéenne orientale,: des provinces côtières turques d'Adana, Hatay et Mersin au nord, au Néguev, en passant par le Liban, les régions côtières de la Syrie (gouvernorats de Lattaquié et de Tartous), et autour d'Alep et de Damas, dans le Hauran en Syrie et en Jordanie, le reste de l'ouest de la Jordanie, la Palestine et Israël. D'autres variétés d'arabe le bordent : L'arabe mésopotamien et l'arabe nord-mésopotamien au nord et au nord-est ; l'arabe najdi à l'est et au sud-est ; et l'arabe du nord-ouest au sud et au sud-ouest.
Il n'y a pas de distinction claire entre les deux sous-dialectes. Par exemple, certaines régions du sud-ouest de la Syrie et certaines régions du Liban parlent un dialecte levantin méridional, tandis que certaines régions de Palestine et de Jordanie sont caractérisées par des traits dialectaux levantins septentrionaux,,. 
Les similitudes entre les dialectes levantins transcendent la situation géographique et les frontières politiques. Les dialectes urbains des principales villes (comme Damas, Beyrouth, Amman et Jérusalem) ont beaucoup plus de points communs entre eux qu'avec les dialectes ruraux de leurs pays respectifs. Les sociolectes de deux groupes sociaux ou religieux différents dans un pays peuvent également présenter de plus grandes différences entre eux que lorsqu'ils sont comparés à leurs homologues dans un autre pays.
Le processus d'homogénéisation linguistique dans chaque pays du Levant permet aujourd'hui de classer les dialectes par pays. Le linguiste Kees Versteeg classe le levantin en trois groupes : le syriaque libanais/central (y compris Beyrouth, Damas, l'arabe druze, le maronite chypriote), le syriaque du Nord (y compris Alep) et le syriaque palestinien/jordanien. Il écrit que la distinction entre ces groupes n'est pas claire, et que les isoglosses ne peuvent pas définir une limite exacte.